# Paul Drayson

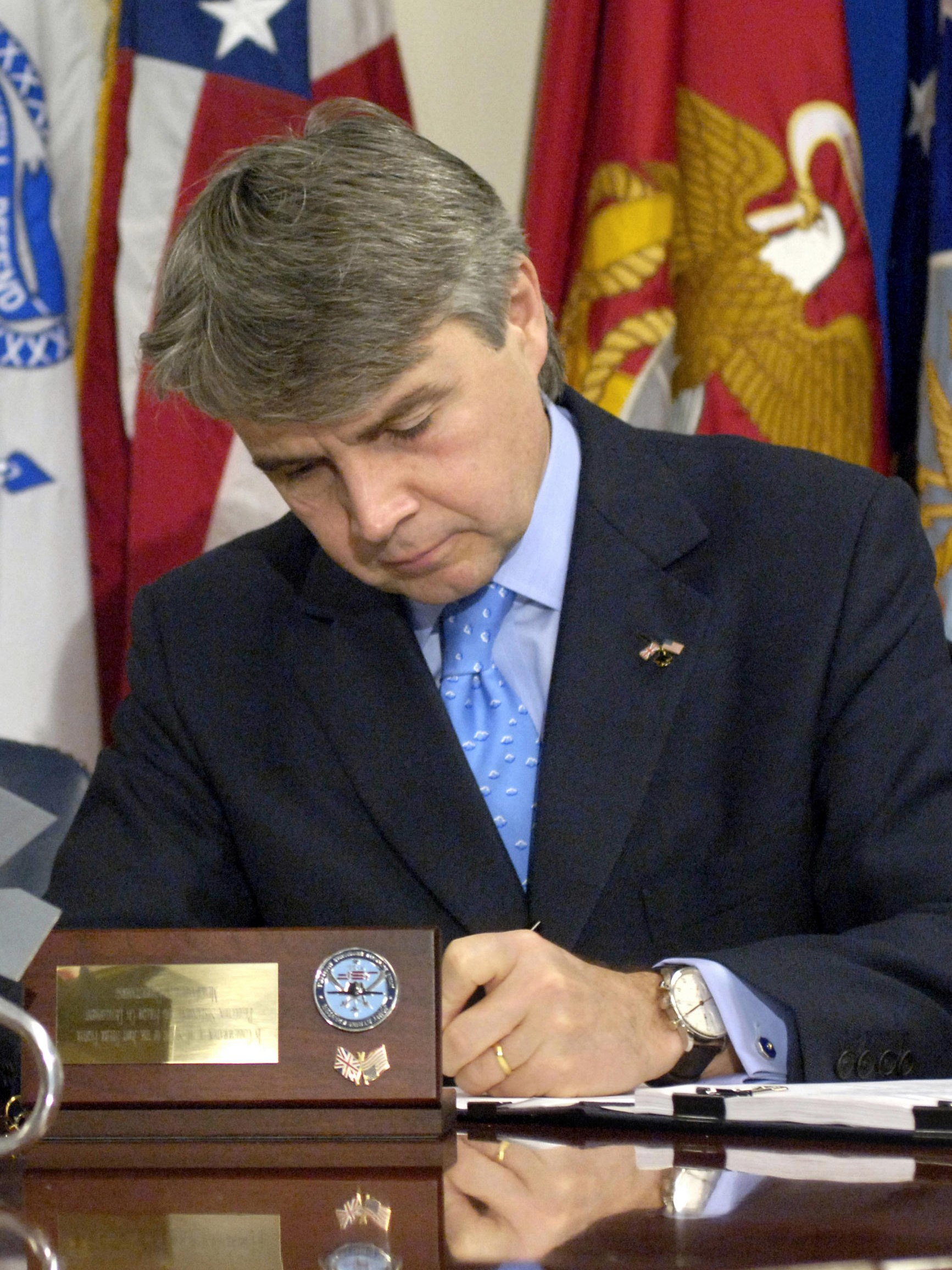
Paul Drayson, Baron Drayson (2009)

Paul Rudd Drayson, Baron Drayson (* 5. März 1960) ist ein britischer Unternehmer, Politiker der Labour Party und Automobilrennfahrer, der unter anderem am 24-Stunden-Rennen von Le Mans teilnahm.

## Leben

### Unternehmer und Politiker
Nach dem Besuch des St Dunstan’s College studierte Drayson Produktionsingenieurwesen an der School of Engineering and Applied Sciences (EAS) der Aston University und erwarb dort 1986 einen Ph.D. im Fach Robotik. Im Anschluss war er zunächst als Geschäftsführender Direktor der Lambourn Food Company tätig, ehe er 1993 Mitgründer des in Oxford ansässigen Pharmaunternehmens PowderJect Pharmaceuticals plc wurde, das sich auf die Herstellung von Impfstoffen spezialisierte. Er war dort bis zur Übernahme durch die Chiron Corporation 2003 als Chief Executive Officer (CEO) tätig.
Am 8. Juni 2004 wurde er zum Life Peer mit dem Titel eines Baron Drayson, of Kensington in the Royal Borough of Kensington and Chelsea, in den Adelsstand erhoben und gehört seither dem House of Lords an.
Im Mai 2005 übernahm er sein erstes Regierungsamt als „Juniorminister“ mit der Ernennung zum Parlamentarischen Unterstaatssekretär im Verteidigungsministerium, in dem er bis März 2007 für Militärische Beschaffung zuständig war. Im März 2007 wurde er zunächst Staatsminister im Verteidigungsministerium mit der Zuständigkeit für militärische Ausrüstung und Unterstützung, ehe er zwischen Juni 2007 und Januar 2008 Staatsminister im Ministerium für Wirtschaft, Unternehmen und Regulierungsreformen wurde und dort die Verantwortung Wirtschaft und Regulierungsreformen trug.
Im Oktober 2008 wurde er Staatsminister im Ministerium für Innovation, Universitäten und Fertigkeiten, das im Juni 2009 in Ministerium für Wirtschaft, Innovation und Fertigkeiten umbenannt wurde. Als dort zuständiger Minister für Wissenschaft und Innovation nahm er bis Mai 2010 auch an den Sitzungen des Kabinetts von Premierminister Gordon Brown teil. Zeitgleich war er Juni 2009 bis Mai 2010 erneut Staatsminister im Verteidigungsministerium und trug dort die Verantwortung für Reformen in der Beschaffung der strategischen Verteidigung.

### Automobilrennfahrer

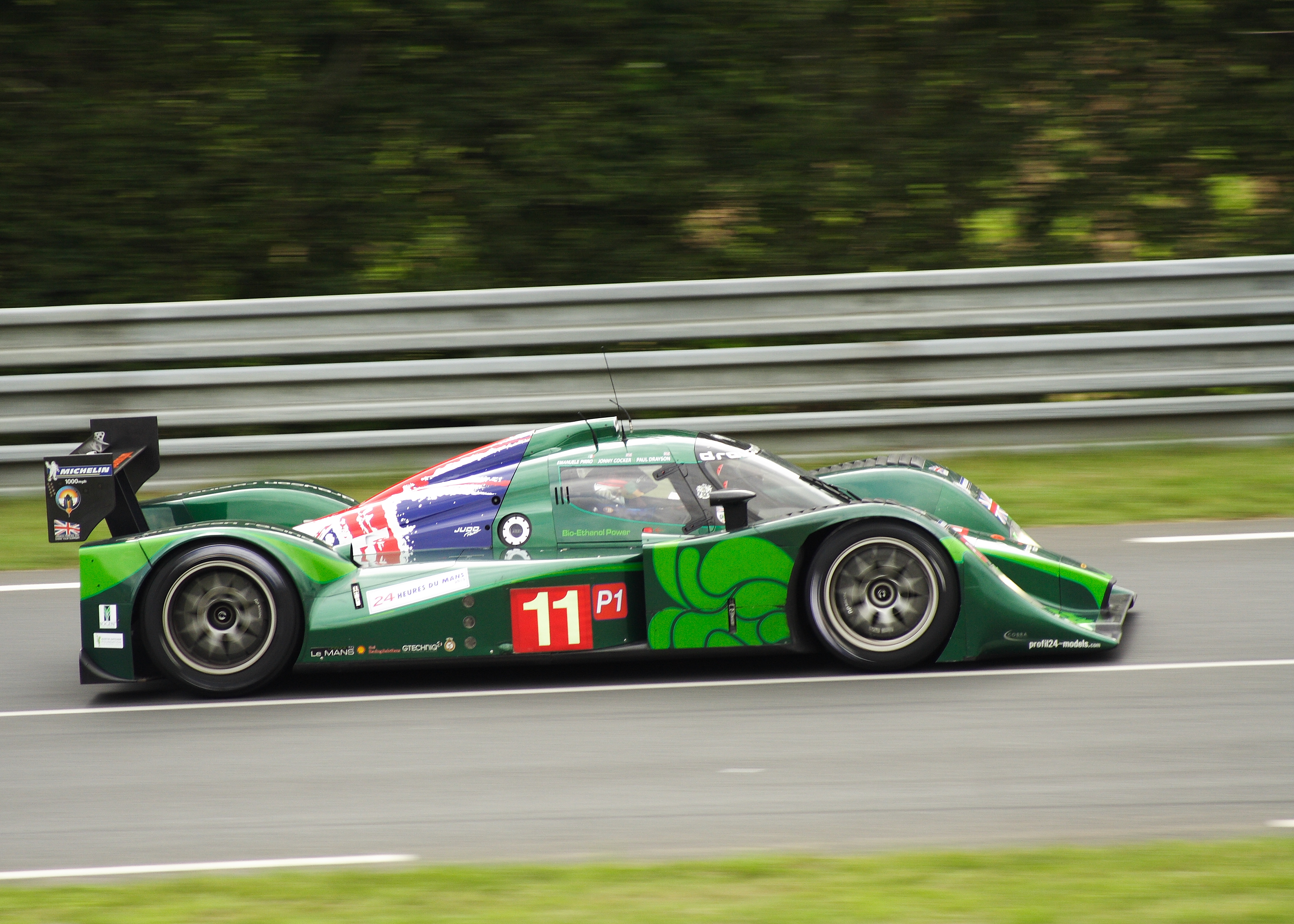
Baron Drayson in seinem Lola B09/60 beim 24-Stunden-Rennen von Le Mans 2010

Neben seiner unternehmerischen und politischen Tätigkeiten engagiert sich Drayson im Automobilsport und gründete mit Paul Drayson Racing ein eigenes Team, mit dem er an den 24-Stunden-Rennen von Le Mans als Teamchef und als Fahrer teilnahm.
Beim Rennen 2009 fiel sein Team allerdings aus. Beim Rennen 2010 fuhr sein Team 252 Runden, konnte sich allerdings nicht klassieren und belegte dabei die 28. Position von 56 Teams. Neben ihm gehörten Jonny Cocker und Emanuele Pirro zu den Fahren des Teams, das mit einem Lola B09/60 an den Start ging.

## Statistik

### Le-Mans-Ergebnisse
| Jahr | Team                | Fahrzeug                    | Teamkollege  | Teamkollege       | Platzierung     | Ausfallgrund |
| ---- | ------------------- | --------------------------- | ------------ | ----------------- | --------------- | ------------ |
| 2009 | Drayson Racing      | Aston Martin V8 Vantage GT2 | Jonny Cocker | Marino Franchitti | Ausfall         | Elektrik     |
| 2010 | Paul Drayson Racing | Lola B09/60                 | Jonny Cocker | Emanuele Pirro    | nicht klassiert |              |

### Sebring-Ergebnisse
| Jahr | Team            | Fahrzeug                    | Teamkollege    | Teamkollege  | Platzierung | Ausfallgrund |
| ---- | --------------- | --------------------------- | -------------- | ------------ | ----------- | ------------ |
| 2008 | Drayson-Barwell | Aston Martin DBR9           | Tim Sugden     | Jonny Cocker | Ausfall     | Unfall       |
| 2009 | Drayson Racing  | Aston Martin V8 Vantage GT2 | Rob Bell       | Jonny Cocker | Ausfall     | Motorschaden |
| 2010 | Drayson Racing  | Lola B09/60                 | Emanuele Pirro | Jonny Cocker | Rang 12     |              |